# Řendějov
Řendějov település Csehországban, a Kutná Hora-i járásban. Řendějov Chabeřice, Čestín, Kácov, Zruč nad Sázavou és Zbraslavice településekkel határos. Lakosainak száma 248 fő (2024. január 1.).

## Népesség
A település lakosságának változását az alábbi diagram mutatja:
| Lakosok száma | 715  | 648  | 587  | 412  | 315  | 248  | 249  | 244  | 215  | 248  |
|               | 1869 | 1900 | 1921 | 1961 | 1980 | 2011 | 2016 | 2019 | 2021 | 2024 |